# لیزا هافمن
لیزا هافمن (به انگلیسی: Lisa Hoffman) (زاده ۱ سپتامبر ۱۹۵۴) بازرگان آمریکایی و همسر داستین هافمن است.